# 경성신사
경성신사(京城神社)는 일제강점기에 경성부의 남산에 세워졌던 신토의 신사이다. 사격은 국폐소사(国幣小社)이다. 경성부민의 씨족신으로 여겨졌다. 남산에는 그 밖에 조선신궁과 경성호국신사가 있었다. 제신은 아마테라스 오미카미(天照大神), 조선국혼대신(朝鮮国魂大神), 오나무지노미코토(大已貴命), 스쿠나히코나노미코토(少彦名命)이었다.

## 역사
1898년 10월 3일 서울의 일본거류민단이 일본 이세신궁(伊勢神宮)에 모셔진 신체(神體) 일부를 가지고 와서 남산 왜성대(倭城臺)에 남산대신궁(南山大神宮)으로 창건하였다. 1916년 5월 22일에 정식의 신사가 되어 경성신사로 개칭하였다. 1929년 9월 서쪽 50m 지점에 신사를 다시 짓고 천좌식(遷座式)을 열었다. 예전 건물은 절사(節社)인 하치만구(八幡宮)의 사전(社殿)이 되었다. 1936년 8월 1일 조선총독부가 관리비용 일체를 부담하는 국폐소사로 격상되었다. 절사로 하치만구(八幡宮)·이나리샤(稻荷社)가 있었다.1945년 해체되었다. 경성 신사가 철거된 자리에는 일시적으로 단군성조묘(檀君聖祖廟)가 세워졌다가 현재는 숭의여자대학교가 들어섰다.

## 같이 보기
- 신사참배 강요